# 茂木健一郎
茂木健一郎（日语：茂木 健一郎，1962年10月20日—）是日本科學家，目前是索尼电脑科学实验室上級研究員、慶應義塾大學特任教授，畢業於東京大學。